# Roetspitsvogel
De roetspitsvogel (Artamus minor) is een zangvogel uit de familie Artamidae die alleen als endeem in Australië voorkomt.

## Kenmerken
De roetspitsvogel is de kleinste (12 tot 14 cm) soort uit het geslacht Artamus (spitsvogels). De vogel heeft een roetbruine kleur en de vleugels zijn metaalachtig grijs. De snavel is blauwachtig grijs met een zwarte punt.
- Video uit Adavale, Queensland, Australië

## Verspreiding en leefgebied
De roetspitsvogel is net als de andere spitsvogels een vogel die in groepen op insecten jaagt. De leefgebieden van de roetspitsvogel liggen in open rotsige vlaktes met enige begroeiing die overal in Australië in de drogere delen voorkomen. De uitgesproken aride delen van de woestijn worden echter vermeden. De vogel komt niet voor in een 300 km brede zone aan de zuidkust.
De soort telt twee ondersoorten:
- A. m. derbyi: noordelijk en oostelijk Australië.
- A. m. minor: westelijk en centraal Australië.

## Status
De roetspitsvogel heeft een groot verspreidingsgebied en daardoor alleen al is de kans op uitsterven uiterst gering. De grootte van de populatie is niet gekwantificeerd. De vogel is plaatselijk algemeen en de aantallen blijven stabiel. Om deze redenen staat deze spitsvogel als niet bedreigd op de Rode Lijst van de IUCN.